# Presídio Modelo
Presídio Modelo foi uma casa de detenção localizado na ilha/município de Ilha da Juventude, em Cuba. O prédio foi tombado como um dos "Monumentos Nacionais de Cuba" e em suas instalações existe um museu. 

## História
Construído nos anos de 1920 na antiga "Isla de Pinos" (antiga denominação da Ilha da Juventude) com o propósito de ser um presídio com a técnica arquitetônica denominada de pan-óptico (único presídio deste modelo na América Latina), foi inaugurado em 16 de Setembro de 1931 com cinco edifícios totalmente circulares, cada um com cinco andares e 93 cabines com 2 camas em cada cabine. Sua capacidade total era de 5.000 detentos.
Na década de 1930, foi local para detenção dos presos políticos e na Segunda Guerra Mundial, dois edifícios foram usados como detenção para presos de guerra alemães e japoneses. 
Entre 1953 e 1955, Fidel Castro e seu irmão Raul, ficaram presos, após o mal sucedido ataque ao quartel Moncada.
Com a ascensão de Fidel ao poder, o local transformou-se em presídio para dissidentes políticos, contra-revolucionários, homossexuais, Testemunhas de Jeová, ou qualquer cubano contrário ao novo regime político do país. 
Devida a altas taxas de ocupação e as várias rebeliões que ocorreram no Presídio Modelo durante a década de 1960, foi desativado em 1967. Anos mais tarde o local foi reativado como uma escola e centro de pesquisa, sob a administração da União Jovens Comunistas, e foi tombado como um dos "Monumentos Nacionais de Cuba", depois de ser inaugurado como um museu local.